# Хелховский, Станислав Фёдорович
Станислав Фёдорович (вариант — Теодорович) Хелховский (пол. Stanisław Kostka Anastazy Chełchowski, 26 февраля 1866 Хойново Пшаснышского уезда — 27 марта 1907, Цеханув) — польский этнограф, натуралист-миколог, общественный деятель, депутат Государственной думы I созыва от Плоцкой губернии.

## Биография
Родился 26 февраля 1866 года[по какому календарю?]. Польский дворянин; был сыном Теодора Хелховского герба Любича (?—1891) и Юлии (урожденной Обрембской (Obrębska). Кроме него в семье было ещё 3 сестры и брат: Мария Сниеховская (Śniechowska), Теодора Роупперт (Rouppertowa) (1856—1918), Казимеж (1858—1917) и Ядвига Милевская (Milewska) (1868—1943). Владел имениями Хойново и Милошевец Кмейцы.
Он посещал гимназию А. Л. Пигловского (Pigłowski) в Млаве; в 1883 году окончил с золотой медалью 4-ю варшавскую гимназию. Затем учился на физико-математическом факультете Варшавского университета, который в 1887 окончил со званием кандидата естественных наук.

### Общественная и политическая деятельность
Во время учебы вступил в Союз польской молодежи «Зет».
- В 1897—1898 — товарищ (заместитель) председателя.
- С 1899 председатель сельскохозяйственной секции при Музее промышленности и сельского хозяйства в Варшаве.
- В 1901—1905 — основатель и председатель Плоцкого сельскохозяйственного общества.
- Товарищ (заместитель) председателя Торгово-промышленного общества.
- В 1905—1906 активный деятель Национальной лиги и Национально-демократической партии, член краевого комитета Лиги в Царстве Польском.
- В 1905 назначен российскими властями членом комиссии по введению в Царстве Польском земского самоуправления.
- В ноябре 1905 вошел в состав делегации к премьер-министру С. Ю. Витте, которая выступила с предложением о проведении реформ в Царстве Польском.
- В январе 1906, с разрешения российских властей, прочитал в Плоцкой тюрьме курс лекций для арестованных войтов и гминных писарей об использовании польского языка в гминах. Выступал за частичное использование польского языка в предпринимательстве, за что был арестован.

12 июня 1906 избран в Государственную думу I созыва от общего состава выборщиков Плоцкого губернского избирательного собрания. Член президиума Польское коло. Особой активности в работе Государственной думе не проявлял.
Отказался баллотироваться во Государственную думу II созыва, так как не видел возможностей для достижения целей польского национального развития в рамках российского парламента.
В июле 1906 г. — активный деятель Польской школы «Матица» («Отчизна»), член её первого главного управления.
Станислав Хелховский скончался 27 марта 1907 года[по какому календарю?] по дороге в Плоцк на собрание сельскохозяйственного общества. Был похоронен в семейной гробнице в селе Чернице Борове.

### Научные работы
Хелховский, начиная с 14 лет, сотрудничал с редакторами «Географического словаря Царства Польского». Позднее ходил входил в редакцию этого словаря. В последующие годы изучал этнографию Плоцкой Мазовии, в особенности её северной части и Куприя. Опубликовал ряд этнографических материалов в журнале «Wisla» и других изданиях. Автор нескольких статей в Сельскохозяйственной энциклопедии. Наиболее важные этнографические работы Хелховского Рассказы и истории жителей окрестностей Пшасныша (Powieści i opowiadania ludowe z okolic Przasnysza), собраны в отдельные издания журнала «Висла» тома V и VI за 1889 и 1890 годы. Они содержат 86 рассказов, записанных на диалекте с сохранением индивидуальных особенностей рассказчиков. Эти издания до сих пор высоко ценятся современными исследователями польского фольклора.
Хелховский был автором нескольких брошюр и статей по популяризации сельскохозяйственных знаний (например: Наше образцовое крестьянское хозяйство, 1899; Сельское хозяйство в организации местного самоуправления, 1906), опубликованных в Gazecie Rolniczej (Бюллетень сельского хозяйства), Gazecie Cukrowniczej (Сахарная газета), Encyklopedii Rolniczej (Энциклопедия сельского хозяйства). Он также состоял в редакциях «Бюллетеня сельского хозяйства» и Ежегодника сельскохозяйственных наук (Roczników Nauk Rolniczych).
Получил широкое признание как миколог (специалист по грибам). Работы в этой области опубликованы в журналах Wiadomościach Uniwersyteckich (Новости университета), Pamiętniku Fizyograficznym (Физиографический дневник) и Wszechświecie (Вселенная). Он описал несколько новых видов грибов и был автором первого атласа грибов Польши, а также составил библиографию работ флористике и микологии. Несколько рукописей произведений Хелховского погибли во время Варшавского восстания.

## Семья
В 1891 женился на Ядвиге Яворовской (Jaworowska). У них было четверо детей: Збигнев (1894—1917), который трагически погиб в России, Халина Ядвига Бояновская (Bojanowską) (1895—1937), Казимир (1899—1954), который унаследовал Хойново и Данута Желеховская (Żelechowska) (1902—1983), которой перешел по наследству Милошевец Кмейцы.

## Сочинения
- Materiały do etnografii ludu z okolic Przasnysza. — Wisla, 1888
- Stosunki etnograficzne w powiecie przasnyskim. — Wisla, 1893
- Stosunki etnograficzne w guberni płockiej ogłoszonej. Kalendarz Płockim na rok 1891.
- Powieści i opowiadania ludowe z okolic Przasnysza. Cz. 1-2 — Warszawa : M. Arct, 1889—1890. — 296 c.; 151 c.
- O uprawie owsa dla użytku gospodarzy rolnych. — Warszawa : Gebethner i Wolff, 1898. — 55 с.
- Nasze wzorowe gospodarstwa włościańskie. — Warszawa : Gebethner i Wolff, 1899. — 80 с.
- Grzyby podstawko-zarodnikowe Królestwa polskiego, Basidiomycetes polonici. cz. 1: Podstawczaki, Autobasidiomycetes. — Warszawa : J. Fiszer, 1899. — 285 c.
- Jak uniknąć strat i zapobiedz szkodom przez myszy zrządzanym? — Warszawa: Druk «Gaz. roln.», 1904. — 30 c.